# آنژ دو سن‌ژوزف

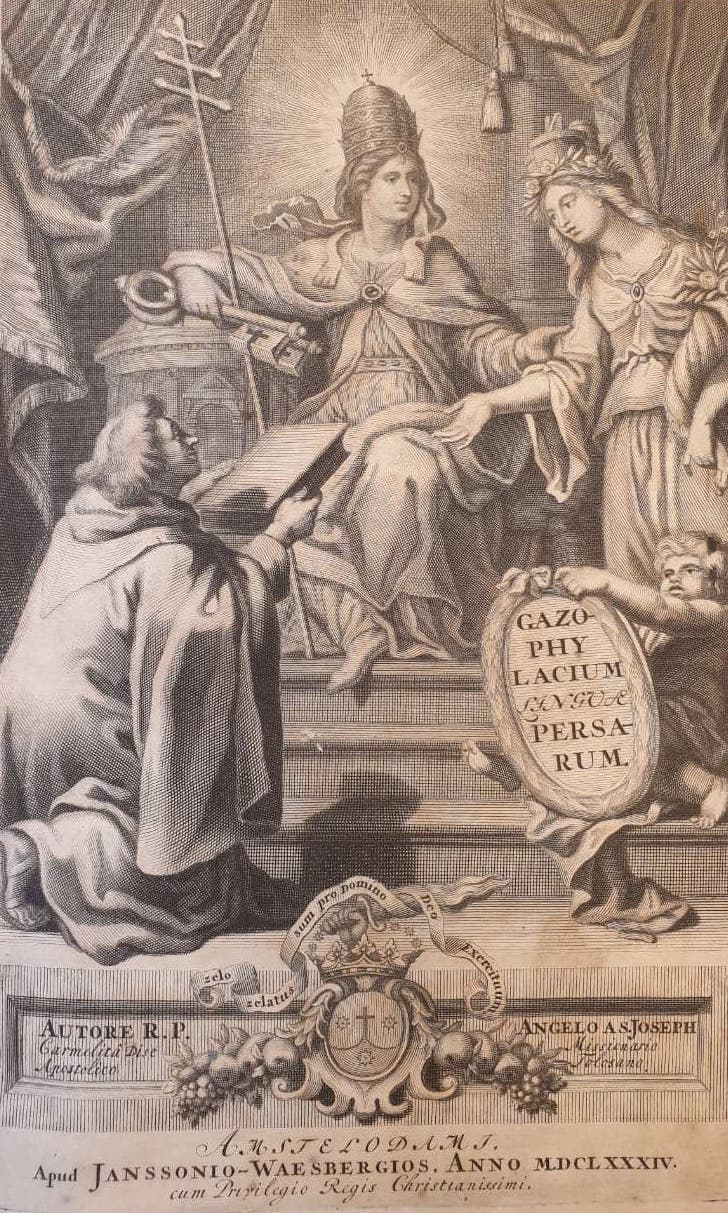
تصویری از گزوفیلاسیوم یا لغت فرنگ و پارس، نوشته آنژ دو سن‌ژوزف در سال ۱۶۸۴ میلادی

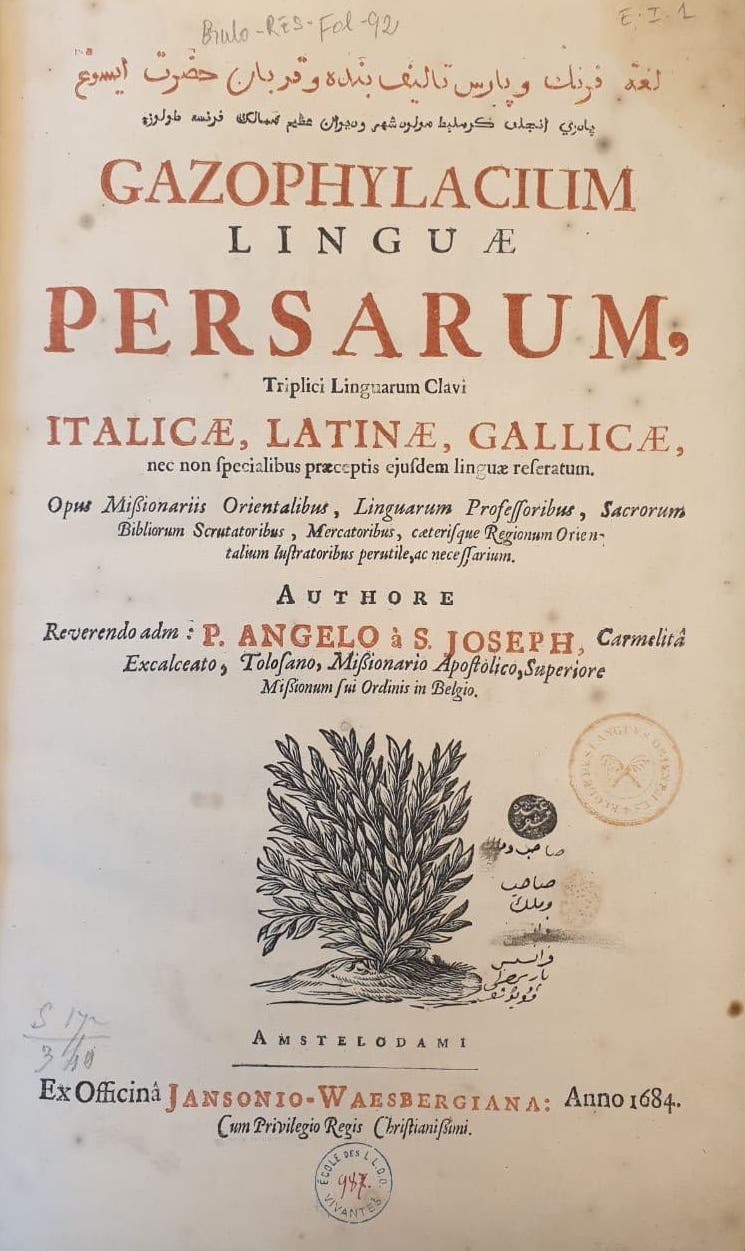
تصویری از صفحه اول گزوفیلاسیوم یا لغت فرنگ و پارس نوشته آنژ دو سن‌ژوزف

آنژ دو سن‌ژوزف (به لاتین: Ange de Saint Joseph)، روحانی کاتولیک فرقه مذهبی کَرمِل و میسیونر فرانسوی است که به مدت ۱۴ سال در آخرین سالهای حاکمیت شاه عباس دوم و در زمان سلطنت شاه سلیمان صفوی در ایران و عراق زندگی کرده‌است. وی نویسنده اولین لغتنامه زبان فارسی بر پایه یک زبان اروپایی است.

## تاریخچه
آنژ دو سن‌ژوزف با نام اصلی ژوزف لبروس در سال ۱۶۳۶ میلادی در شهر تولوز فرانسه متولد شد. وی کاتولیک بود و بعد از گرویدن به فرقه مذهبی کَرمِل، نام آنژ دو سن‌ژوزف را برای خود برگزید.
فرقه کَرمِل یا کَرمِلیت یکی از گرایش‌های مذهبی کاتولیک است که احتمالاً از قرن ۱۲ در ناحیه کوه کَرمِل در ساحل مدیترانه ایجاد شد. این گروه بخشی از جریان‌های بی‌شمار مذهبی بودند که در قرن ۱۷ میلادی مشغول فعالیت‌های میسیونری در کشورهای اسلامی از جمله ایران صفوی شدند. شاه عباس اول صفوی و جانشینانش که به دنبال همپیمانان اروپایی برای رویارویی با دشمن اصلی خود، امپراتوری عثمانی بودند استقبال زیادی از گروه‌های مختلف میسیونری می‌کردند. بدین ترتیب ایران از سال ۱۶۰۷ میلادی به صحنه فعالیت‌های گسترده کرملیت تبدیل شد.
فعالیت کرملیت در ایران شامل ماموریتهای مختلف مذهبی با اهداف متفاوتی بود که ازسال ۱۶۰۷ میلادی در اصفهان توسط گروهی از کشیشان کَرمِلی معروف به کَرم‌های پابرهنه یا پادَری شروع شد. آنها بین سال‌های ۱۶۱۲ میلادی تا سال ۱۶۲۲ در جزیره هرمز، سال ۱۶۲۳ در بصره و شیراز، سال ۱۶۴۳ در طرابلس سوریه و سال۱۶۷۰ در بندرریگ نیز فعالیت داشتند.
اعضای این فرقه مذهبی مانند سایر میسیونرها به مطالعه و مشاهده زبان و فرهنگ کشورهای مورد اقامت خود می‌پرداختند و آثاری از خود به جا گذاشته‌اند. آنژ دو سن‌ژوزف یکی از اعضای این فرقه مذهبی بود که برای انجام دادن فعالیت میسیرنری با مأموریتی خاص دربصره انتخاب شد و در سال ۱۶۶۲ به رم رفت. در رم شروع به آموختن زبان عربی کرد و در نهایت اواخر سال ۱۶۶۳ میلادی به سمت شرق حرکت کرد و در ابتدای ماه مه ۱۶۶۴ به ازمیر رسید.
وی به سرعت از راه ارزروم، آرارات و تبریز به اصفهان رفت و در ماه نوامبر سال ۱۶۶۴ میلادی در اصفهان که در آن زمان پایتخت صفویان بود، مقیم شد. وی در یکی منازل تحت اقامت روحانیان کَرمِل ساکن و به آموختن زبان فارسی مشغول شد و به زودی زبان فارسی را به صورت پیشرفته و کاربردی یادگرفت.

## اقامت در ایران
آنژ دو سن‌ژوزف در آخرین سالهای حاکمیت شاه عباس دوم وارد ایران می‌شود و در زمان سلطنت شاه سلیمان صفوی در ایران به فعالیت می‌پردازد. با اینکه در این زمان، شاهان صفوی به دلایل جلب حمایت اروپاییان برای رویارویی با امپراتوری عثمانی استقبال زیادی از گروه‌های مختلف میسیونری می‌کردند به نظر می‌رسد که وی مانند سایر هم‌کیشانش موفق نشده‌است که وارد دربار شود و با شاه یا وزرا گفتگو داشته باشد.
از یادداشت‌های وی در لغتنامه‌اش این‌گونه به نظر می‌رسد که تنها در موقعیت‌های بارعام شاهی مانند مراسم نوروز به کاخ شاه راه پیدا کرده‌است.

## فرهنگ لغت فرنگ و پارس
احتمالاً در همین مدت اقامت در اصفهان به فکر تهیه یک فرهنگ لغت به زبان فارسی افتاده که این امکان را به اروپاییان بدهد که به راحتی توانایی تکلم به زبان فارسی عامیانه با ایرانیان را داشته باشند و بتوانند از این طریق مسیحیت را وارد ایران کنند.
گرچه او درمدت اقامتش در ایران به تهیه این لغتنامه مشغول شده ولی کار تصحیح و چاپ آن درنهایت درهنگام بازگشت به اروپا و با دشواری‌هایی در چاپ انجام شد. در آن زمان برای بسیاری از انتشاراتی‌های اروپایی توانایی چاپ حروف زبان فارسی در این حجم امکان‌پذیر نبود.
وی در نهایت توانست نظر مساعد یک انتشاراتی در هلند را برای خرید حروف زبان فارسی جلب کند. سرانجام در اکتبر ۱۶۸۴ و بعد از ۱۶ ماه فعالیت کتاب گزوفیلاسیوم یا فرهنگ لغت فرنگ و پارس همراه با یک مقدمه، چکیده دستور زبان فارسی و تعداد زیادی تاییدیه به چاپ می‌رسد.